# ناثان ميرفي (لاعب كرة قدم)
ناثان ميرفي (بالإنجليزية: Nathan Murphy)‏ هو لاعب كرة قدم أيرلندي، ولد في 1 نوفمبر 1992 في دبلن في جمهورية أيرلندا. شارك مع منتخب جمهورية أيرلندا لكرة القدم. أما مع النوادي، فقد لعب مع نادي دوندالك.

## وصلات خارجية
- ناثان ميرفي على موقع قاعدة بيانات كرة القدم.إي يو (الإنجليزية)
- ناثان ميرفي على موقع AS.com (الإسبانية)